# DB Le Mans
La DB Le Mans, in seguito venduta anche come René Bonnet Le Mans e René Bonnet Missile, è una autovettura sportiva prodotta dal 1959 al 1962 dalla casa automobilistica francese DB.

## Profilo e contesto
La Le Mans era un'auto sportiva a due porte con carrozzeria in fibra di vetro a trazione anteriore, costruita in Francia. Originariamente equipaggiata con un motore bicilindrico Panhard boxer, le vetture costruite da René Bonnet vennero dotate di motori Renault a quattro cilindri. 

## Storia e descrizione
Dopo aver ottenuto un discreto successo nelle vendite e vittorie nelle competizioni negli Stati Uniti, la DB decise di realizzare un'autovettura appositamente per il mercato statunitense. Il risultato fu la creazione della Le Mans, presentata in anteprima mondiale al Boston Motor Show del 1959. Il debutto europeo avvenne poco dopo al Salone di Parigi del 1959. L'auto era una decappottabile a due posti costruita su meccanica Panhard, con il motore bicilindrico da 848 cc capace di erogare 60 CV (44 kW) a 6000 giri/min. La velocità massima era di circa 160 km/h. Il design, con le pinne sui parafanghi posteriori e il muso lungo e basso, era opera di René Bonnet, di suo figlio Claude e del giovane designer Jacques Hubert.
Dopo la scissione tra i due soci Deutsch e Bonnet, René Bonnet rimise in produzione la vettura con il proprio marchio, dotandola di nuovo motore Renault derivato dalla R8 da 1108 cc che produceva 70 CV (51 kW).